# المجمع الجنوبي (عمان)
المجمع الجنوبي يقع بالقرب من مخيم الوحدات جنوب عمّان، وهو مجمع لحافلات نقل الركاب داخل أحياء جنوب المدينة. كذلك يحوي حافلات نقل المسافرين لمدن الجنوب (الطفيلة والكرك ومعان والعقبة).